# Administrația Politică de Stat a Uniunii Sovietice
Administrația Politică de Stat a fost poliția politică a RSFS Ruse și a  Uniunii Sovietice până în  1934. Urmașa CEKA începând cu 6 februarie 1922, a fost cunoscută la început cu abrevierea din limba rusă  a titulaturii Государственное политическое управление НКВД РСФСР – Gosudarstvennoe politiceskoe upravlenie NKVD RSFSR (GPU a NKVD al RSFSR). 

## Istoric
Odată cu crearea URSS-ului, a apărut nevoia unei organizații care să asigure controlul centralizat al securității statului unional. De aceea, pe 15 noiembrie 1923 GPU a fost transformat în OGPU (ОГПУ) (Объединённое государственное политическое управление при СНК СССР – Administrația Politică Unită de Stat de pe lângă Sovietul Comisarilor Poporului al URSS). 

### Operațiunea Trust
Poate cel mai spectaculos succes al GPU/OGPU a fost Operațiunea Trust desfășurată în 1924-1925. Agenți OGPU, care pretindeau că reprezintă o organizație numită "Trustul", care lupta în ilegalitate în URSS pentru răsturnarea regimului sovietic, au luat legătura cu emigranți ruși anticomuniști din Europa Occidentală. Rușii anticomuniști din emigrație, dar și anumite servicii secrete occidentale, au dat „reprezentanților” Trustului sume mari de bani și bunuri necesare luptei ilegale. OGPU a reușit în final să ademenească pe doi dintre cei mai importanți luptători anticomuniști din emigrație: Boris Savinkov și Sidney Reilly (Gheorghi/Sigmund Rosenblum) să vină în URSS, unde ar fi urmat să se întâlnească cu membrii Trustului. Odată ajunși în Uniunea Sovietică, cei doi au fost arestați. Savinkov s-a sinucis în celula sa din închisoarea Lubianka, iar Reilly, după ce a fost interogat în aceeași închisoare, a fost împușcat mortal în timpul unei "tentative de evadare", (conform versiunii oficiale sovietice". "Trustul" a fost dizolvat, întreaga operațiune fiind popularizată ca un uriaș succes al serviciilor sovietice de securitate. 
OGPU a fost reincorporat în NKVD al URSS în iulie 1934, fiind transformat în GUGB (Administrația Centrală a Securității Statului). Ultima transformare a fost aceea a mult hulitului KGB (Comitetul Securității Statului). 

## Vezi și
- Tabel cronologic al agențiilor poliției secrete sovietice

## Legături externe
- Istoria Ministerului de Interne al Rusiei (MDV), 1917-1931 (în limba rusă)